# Axel Hugo Theodor Theorell
Axel Hugo Theodor Theorell (Linköping, 6 luglio 1903 – Stoccolma, 15 agosto 1982) è stato un biochimico svedese, Premio Nobel per la medicina nel 1955.

## Studi
Compì i suoi studi in medicina presso l'Istituto Karolinska e lavorò anche all'Istituto Pasteur.   trasferendosi come ricercatore prima ad Uppsala ed infine al Kaiser Wilhelm Institut di Berlino, diretto da Otto Heinrich Warburg.
Incentrò le sue ricerche sulla funzionalità enzimatica e sulla scoperta di nuovi antibiotici.
Nel 1934 i suoi studi permisero di isolare il fermento giallo di Warburg, arrivando alla distinzione tra coenzima e parte proteica. Negli anni successivi incentrò il suo impegno sulle reazioni ossidative cellulari, ottenute mediante catalizzazione enzimatica. Per le sue scoperte venne insignito del Premio Nobel nel 1955.